# 阿斯托夫島
阿斯托夫島是東非國家塞舌爾的島嶼，屬於阿爾達布拉群島的一部分，位於科斯莫萊多環礁東南約38公里，長6公里、寬4公里，土地面積4.96平方公里，潟湖面積4.5平方公里。

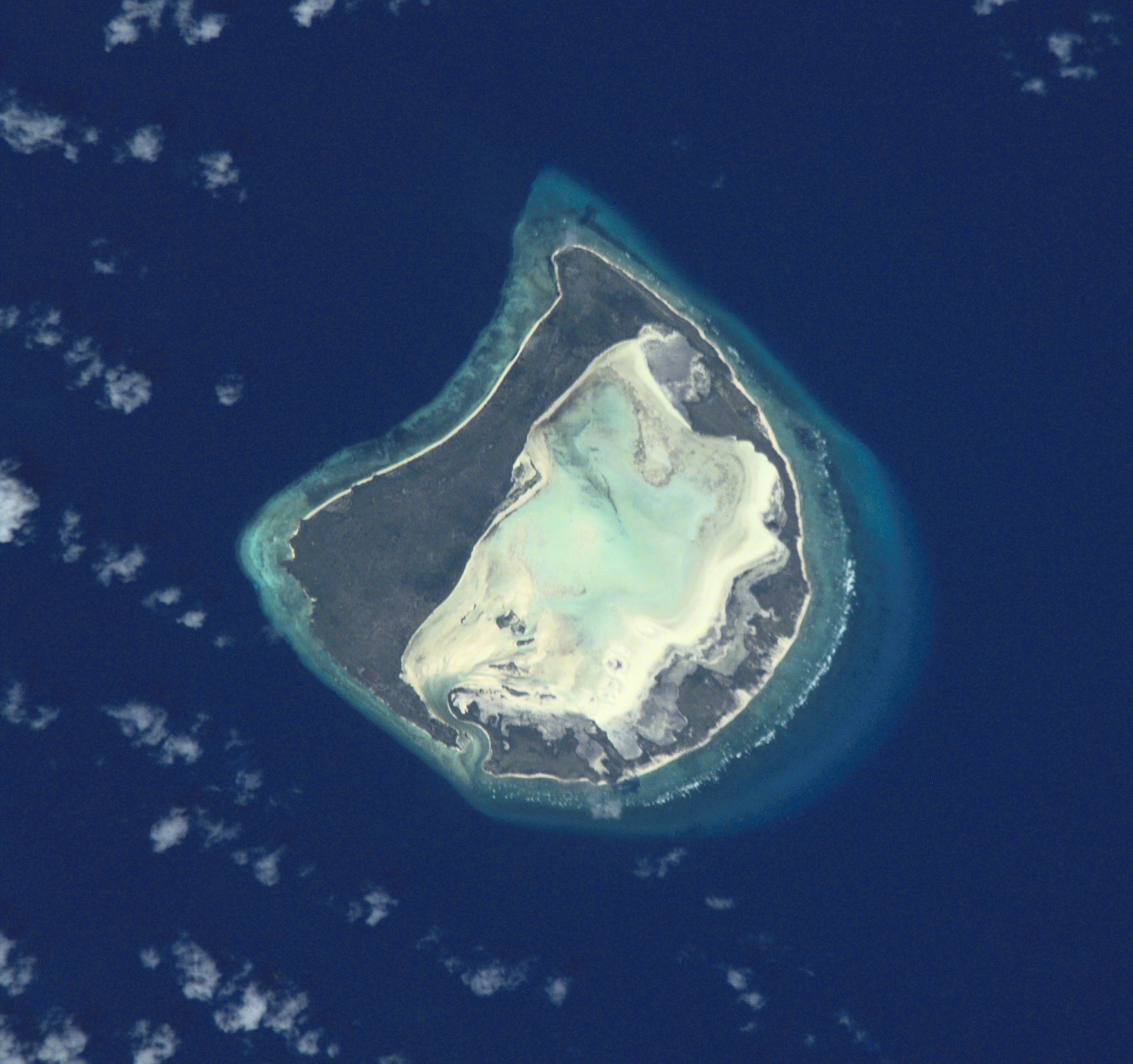

10°06′S 47°45′E / 10.100°S 47.750°E